# Eddie Harris
Eddie Harris (20. oktober 1934 i Chicago – 5. november 1996 i Los Angeles USA), var en amerikansk jazzsaxofonist, pianist, komponist og vibrafonist.
Harris er nok mest kendt for sine kompositioner Freedom Jazz Dance og Listen Here, som begge i dag er jazzstandards. og så for sit elektrisk forstærkede saxofonspil, som han var en foregangsmand for.
Han spillede en blanding af jazz, gospel, rock og funk.
Harris har spillet med bl.a. Johnny Griffin, Cedar Walton, Gene Ammons, Leo Wright og Horace Silver. Han indspillede også en plade med Steve Winwood, Jeff Beck og Albert Lee.

## Eksterne kilder og henvisninger
- Website Arkiveret 10. juli 2011 hos  Wayback Machine
- Biografi Arkiveret 5. juli 2011 hos  Wayback Machine